# Чоки
Чоки (на английски: Chocky) е научнофантастичен роман, написан от британския писател Джон Уиндъм и публикуван през 1968 г. Книгата придобива немалка популярност, поради което през 1984 г. въз основа на произведението на Уиндъм е заснета едноименна телевизионна поредица. Сериалът е излъчен за първи път от британската телевизия Темз.

## Сюжет
Внимание:  Текстът по-долу разкрива сюжета на произведението (или части от него)!
Действието се развива около семейство Гор. Главният герой е дванадесетгодишно момче на име Матю, осиновено от счетоводителя Дейвид Гор и неговата съпруга Мери Гор. Подобно на много деца Матю има въображаем приятел, въпреки че този период за него би трябвало отдавна да е приключил. Притесненията на неговия баща нарастват, когато Матю показва признаци на стрес и обвинява за това своя въображаем приятел. Докато историята се развива, става ясно, че съзнанието на детето е окупирано от извънземен интелект – факт, към който проявяват интерес и хора от тайни правителствени кръгове.

## Телевизионен сериал
Романът е екранизиран в три последователни серии от по 6 епизода всяка, продукция на Thames Television, адаптирани от Антъни Рийд:
- Чоки – 9 януари до 13 февруари 1984
- Децата на Чоки – 7 януари to 11 февруари 1985
- Предизвикателството на Чоки – 29 септември to 16 октомври 1985